# Rosa foetida
Die Rosa foetida, auch deutsch Gelbe Rose, Fuchs-Rose, Wachs-Rose, Persische Gold-Rose und englisch Austrian Briar genannt, ist eine Pflanzenart aus der Gattung Rosen (Rosa) innerhalb der Familie der Rosengewächse (Rosaceae). Sie war neben der Rosa hemisphaerica eine der ersten gelben Rosen, die im 16. Jahrhundert nach Europa kamen.

## Beschreibung

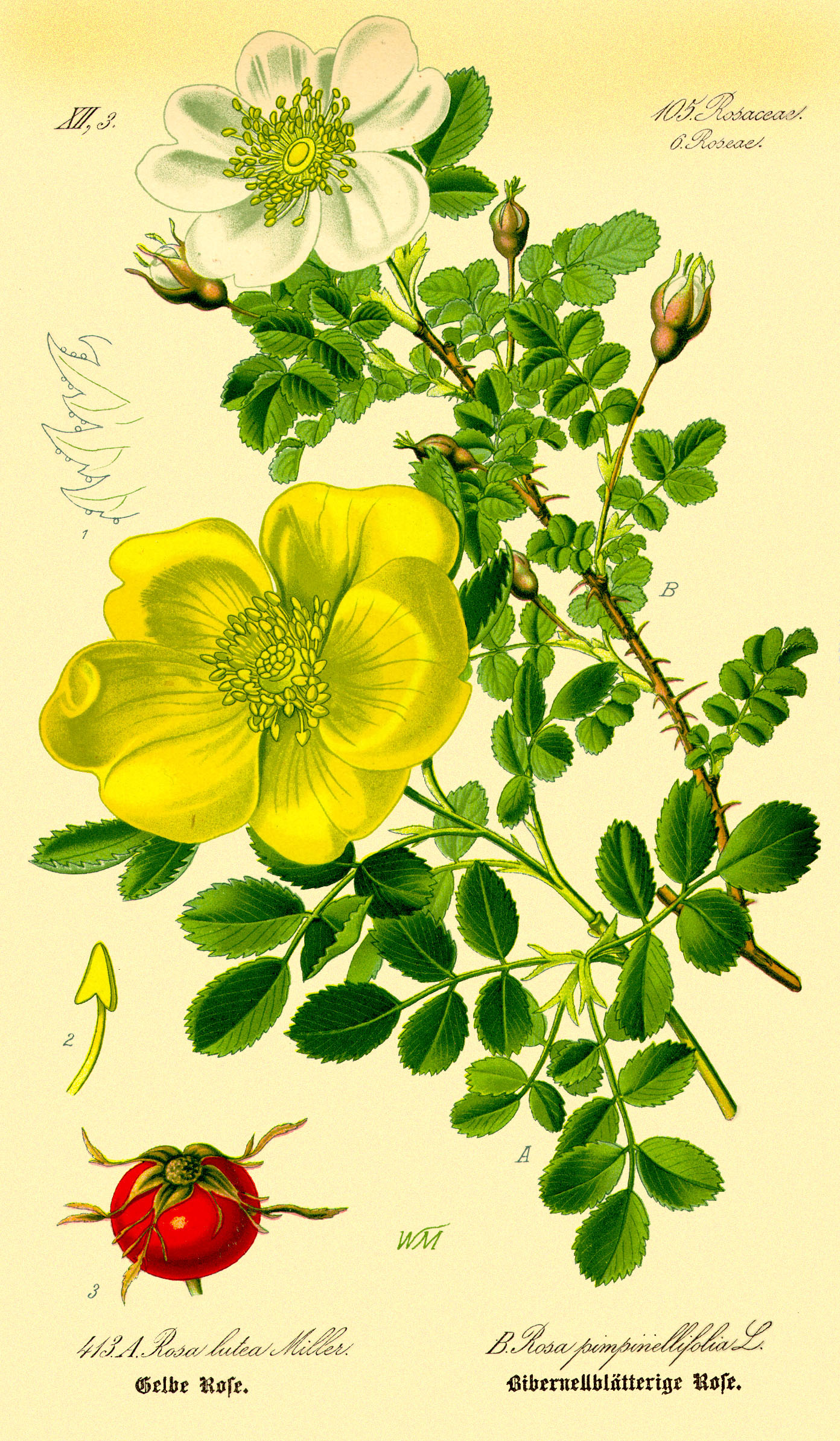
Illustration: Rosa foetida (gelb, unten)

Rosa foetida wächst als Strauch, der Wuchshöhen von etwa 1,5 Metern erreicht. Die relativ dünnen Äste besitzen eine braune Rinde und ungleich große, gerade Stacheln. Die früh erscheinenden Blüten stehen meist einzeln. Die zwittrigen Blüten sind radiärsymmetrisch und fünfzählig mit doppelter Blütenhülle. Die fünf Kronblätter sind gelb. Die im Herbst bei Reife orangeroten Hagebutten sind kugelig.
Die Chromosomenzahl beträgt 2n = 28.

## Vorkommen
Das ursprüngliche Verbreitungsgebiet von Rosa foetida ist Westasien von der Türkei über Syrien, Libanon, Jordanien bis Israel und sie kommt auch in Kroatien vor. In anderen Ländern ist sie ein Neophyt.

## Systematik
Die Erstveröffentlichung von Rosa foetida erfolgte 1762 durch Johann Herrmann (1738–1800). Synonyme für Rosa foetida Herrm. sind: Rosa lutea Mill., Rosa eglanteria Mill. non L. Das Artepitheton foetida ist vom lateinischen Wort foetidus für stinkend abgeleitet und bezieht sich auf den Geruch der Blüten, der eher unangenehm ist und an einen Fuchs erinnert.

## Gartenbauliche Geschichte und Standortbedingungen als Zierpflanze

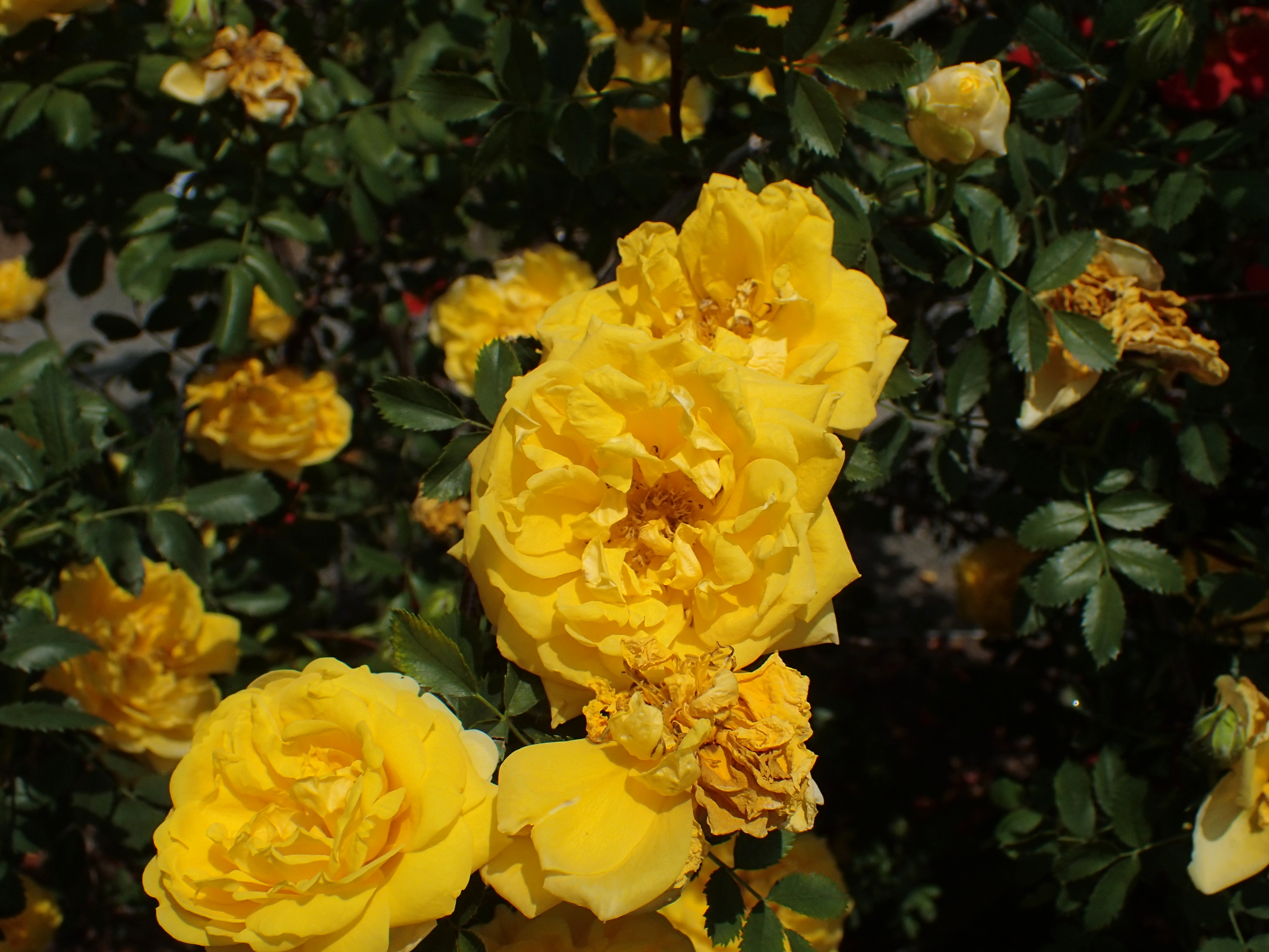
Rosa 'Persian Yellow', Rosarium Sangerhausen

Die Wildrose Rosa foetida wurde vermutlich 1540 aus Zentralasien oder Südwestasien nach Europa eingeführt.
Der orangerote Sport Rosa foetida 'Bicolor' wurde ebenfalls im 16. Jahrhundert nach Europa eingeführt. Er ist auch unter dem Synonym 'Austrian Copper' bekannt.
Ein weiterer Sport, 'Persiana' oder 'Persian Yellow', mit gefüllten, gelben Blüten wurde 1837 gefunden. Der Rosenzüchter Joseph Pernet-Ducher kreuzte aus diesem Sport der Rosa foetida die Gartenrose 'Soleil d´Or', die 1900 auf den Markt kam, und goldgelb, apricot bis lachsfarben schattiert ist. Die leuchtend gelben, orangen und orangeroten Blüten einiger moderner Gartenrosen entstanden unter anderem durch die Einkreuzung von Rosa foetida.
Rosa foetida gedeiht am besten in Regionen mit heißem Sommer und kaltem Winter. Sie ist frosthart bis −35 °C (USDA-Zone 4).